# ناحیه چارلستون، شهرستان کولز، ایلینوی
ناحیه چارلستون، شهرستان کولز، ایلینوی (به انگلیسی: Charleston Township) یک منطقهٔ مسکونی در ایالات متحده آمریکا است که در شهرستان کولز، ایلینوی واقع شده‌است. ناحیه چارلستون ۲۳٬۹۱۶ نفر جمعیت دارد و ۲۰۹ متر بالاتر از سطح دریا واقع شده‌است.